# Бува, Иоганн
Иоганн Бува (нем. Johann Buwa, собственно Ян Непомук Франтишек Бува, чеш. Jan Nepomuk František Bůva; 26 мая 1828, Высоке-Весели, ныне район Йичин, Чехия — 30 июня 1907, Грац) — австрийский музыкальный педагог чешского происхождения.

## Биография
Учился как пианист в Праге в музыкальной школе Йозефа Прокша, затем на протяжении трёх лет сам преподавал там же. C 1855 г. и до конца жизни руководил важнейшей музыкальной школой Граца; к 1870 г. в ней было 120 учеников. Учениками Бувы, прежде всего по фортепиано, были, в частности, Хуго Вольф, Вильгельм Кинцль, Йозеф Маркс, а среди педагогов школы в 1868—1870 гг. был Юрий Арнольд. После смерти Бувы руководство школой приняла его дочь Эмилия. Буве принадлежат учебники фортепиано и гармонии, салонные фортепианные пьесы, песни и хоры.